# 臺南市新營區公誠國民小學
臺南市新營區公誠國民小學位於臺灣臺南市新營區，原是新營糖廠附設的學校，後來移撥給臺南縣政府，變為公立學校，2010年行政區改制後變為今名。其所在地為新營尋常高等小學校原址。

## 歷史
日治時期鹽水港製糖的新營製糖所（今新營糖廠）的日籍員工子女就讀之學校為創立於1920年（大正9年）4月新營尋常高等小學校，但二次大戰期間遭炸毀。戰後臺糖接收日治時期四大會社的在臺資產後，新營糖廠於1946年（民國35年）6月成立補習班，9月正式成立私立新營糖廠員工子弟學校，於9月23日正式開課，首任校長為臺糖總公司協理陸寶愈（當時亦為第四區分公司經理與新營糖廠廠長）兼任。開課之初校舍是原單身宿舍三光寮改造而來，學生69名，一、五年級各一班，二、四年級一班，三、六年級一班，共計四班。後來因為校舍不敷使用，新營糖廠遂將學校遷至新營尋常高等小學校原址。
在1947年（民國36年）時臺糖總公司人事室擬定「臺灣糖業有限公司籌設員工子弟學校計劃大綱」，經臺灣省教育廳於8月16日修正核准後，各糖廠陸續設校，該校因而更名「私立臺糖第十五小學」，後改稱「臺南縣臺糖第一小學」，1949年（民國38年）8月更名「公誠代用國民學校」。1968年（民國57年）8月該校與其他臺糖的代用國校移撥給各地方政府，該校遂變為「公誠國民小學」。
之後該校於1992年（民國81年）8月辦理補校，三年後（1995年8月）設啟聰班，又過三年（1998年8月）設在家教育班與弱視教育巡迴班，2000年（民國89年）3月時成立南瀛社區學院公誠分部。

### 歷任校長
| 姓名   | 任期                         | 備註       |
| 陸寶愈 | 1946年9月23日－1947年7月31日 |            |
| 李茂實 | 1947年8月1日－1953年7月31日  |            |
| 謝長茂 | 1952年8月1日－1953年2月28日  | 腦溢血逝世 |
| 朱彭年 | 1953年3月1日－1953年7月31日  |            |
| 張根盛 | 1953年8月1日－1962年12月31日 |            |
| 吳藹丞 | 1963年1月1日－1963年1月31日  | 代理       |
| 李興唐 | 1963年2月1日－1968年7月31日  |            |
| 李興唐 | 1968年8月1日－1972年7月31日  |            |
| 趙添盛 | 1972年8月1日－1985年7月31日  |            |
| 李漢文 | 1985年8月1日－2002年1月31日  |            |
| 蔡福添 | 2002年2月1日－2002年7月31日  | 代理       |
| 黃敏煌 | 2002年8月1日－2010年7月31日  |            |
| 陳世崇 | 2010年8月1日－2011年7月31日  |            |
| 陳明和 | 2011年8月1日－2019年7月31日  |            |
| 蕭敏華 | 2019年8月1日至今             |            |

## 外部連結
- 臺南市新營區公誠國民小學